# رجال وثيران (رواية)

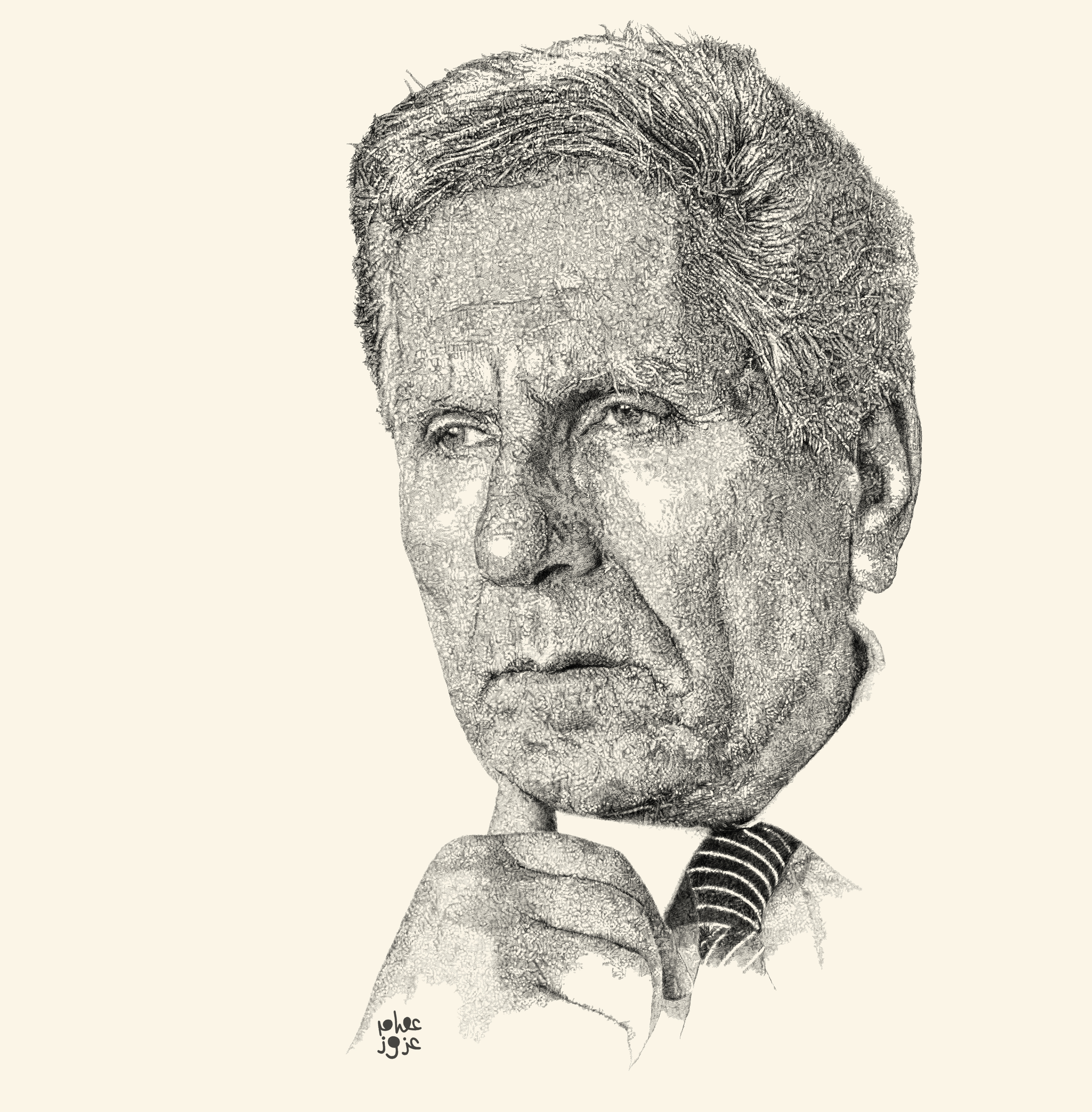
يوسف إدريس

رجال وثيران هي رواية للكاتب الدكتور يوسف إدريس صدرت عن المؤسسة المصرية العامة في 1964. تتكون الرواية من 14 فصل في حوالي 100 صفحة. تستوحي الرواية أفكارها من مصارعة الثيران في إسبانيا.

## ملخص الرواية
يكتب يوسف إدريس عن بطل في مصارعة الثيران اسمه أنطونيو، هذا البطل الذي تحمس له وتعاطف معه السارد والجمهور بشكل غير عادي، لكن دون أن يعرف عنه أحدٌ شيئا من قبل... تحمس له الجميع طوال المصارعة، وهذا ما لم يبدوه تجاه المصارعين الآخرين. انتصر انطونيو على الثور الأول انتصاراً مشرفاً، لكن المصارع الثاني لم يحقق ما حققه الأول من نجاح، أما المصارع الثالث فقد فشل بشكل مخزٍ، وبذلك انتهى الشوط الأول، ثم بدأ الشوط الثاني، حيث تقرر أن يقوم أنطونيو بمصارعة الثور الثاني من جديد، لكن رغم كل ما أبداه من بطولة منقطعة النظير هذه المرة، إلا أن الثور كان له رأيٌ آخر !! تحتوي الرواية على شبكة رمزية ذات ملامح حادّة وأبعاد انفجارية مؤسَّسة، في عمق النص، على طبيعة الصراع التيمي الدائر بين البشر والثيران... في بداية قراءتنا لهذه الرواية نجد أنفسنا أمام حلبة يتصارع فيها الشبان مع الثيران، ولكن سرعان ما يتدرج بنا النص نحو استنتاج أعم في ذلك، وهو «صراع بين النوع البشري والنوع البقري» بكل ما لهذه الجملة من دلالات !! كما حاول الكاتب إجراء تحليل نفسي للمصارع والمشاهد للوقوف على أسباب اهتمام الجميع بهذه الرياضة التي تنتهي أحيانا بموت بعض المصارعين.

## كلمة
قبل بداية الرواية يتقدم إدريس بكلمة جاء فيها:
«حين عدت من الجزائر في صيف عام 1962 كان يحدث كلما لقيت صديقًا أن يسألنى عن موعد صدور الرواية أو المسرحية، التي لا بد سأكتبها وأستوحيها من أحداث الثورة الجزائرية، خاصة أثناء تلك الفترة الحرجة التي أعقبت الاستقلال. كانت تلك هي المرة الثانية التي أعيش فيها مع الثورة الجزائرية، الأولى حدثت قبل الاستقلال بعام حين ذهبت مع بعثة والتحقنا بجيش التحرير، وحضرنا بعض معاركه والثانية كانت تلك المرة، وكنت لا أستغرب لهذا الإجماع الغريب على  ضرورة أن أكتب رواية أو مسرحية عن ثورة الجزائر. إذ لا بد في نظر هؤلاء الأصدقاء الطيبين، لشخص مثلى عاصر الثورة كفاحًا مسلحًا ورآها إلى أن تجسدت على هيئة دولة بما صاحب التجسد من ميلاد أمة وخلق كيان، لا بد أن يكون أحق الناس بالكتابة عن هذا الحدث التاريخى، ومن ناحيته لا بد أن يجد هو أن من واجبه أن يكتب هذا العمل! ولكن كل تلك اللقاءات والتساؤلات كانت تدفعني لمزيد من التعاسة! أن مشكلتى دائمًا أنى لا أستطيع أن أكتب لأن من واجبي أن أكتب! ولم أجرب أبدًا أن أفرض على نفسى موضوعًا ولا أن أعطى لموضوع بالذات حق الأولوية في الخروج إلى حيز الوجود، ولقد انفعلت بكل ما رأيت في الجزائر قبل الاستقلال وبعده ولكن يبدو وكأن الانفعال لم يكن قد نضج إلى الدرجة الكافية لكسر القشرة الإدارية والخروج إلى الحياة، كانت الصورة الأساسية لأى عمل يكتب عن ثورة عظيمة كثورة الجزائر يجب أن يكون في مستوى عظمة هذه الثورة»، ويواصل إدريس كلمته ويكتب: «كنت أهز رأسى للأصدقاء وأقول: أجل سأكتب.. حتما سأكتب! أقوله وأنا أول المدركين أنى في تلك الفترة بالذات لن أستطيع، وأن احساسى بنفسى يؤكد لى أنى في حاجة إلى زمن استوعب فيه كل شئ! والمواطنون أيضًا في حاجة إلى الزمن نفسه لتثمر لهم الكتابة عن قضية حافلة كالقضية الجزائرية. وفجأة ـ تمامًا كما تعودنا أن نقول في القصص أنا وجدت موضوع» رجال وثيران«يدق مطالبًا بالخروج، موضوعًا كان مفاجأة تامة لى فلم أكن أتوقع أبدًا وأنا عائد من إسبانيا ـ ولم تمض على عودتى أيام ـ أن يأتى بمثل تلك السرعة ولا أن يجد لدى كل تلك الاستجابة وهذا الحماس. وهكذا كتبت» رجال وثيران«ليس بدلاً من المدفوع الأول ولا هربًا منه ولا محاولة للرمز أو ربطه بصراع مرت به القوى الثورية في الجزائر ولا أي شئ من هذا كله. إنها قصة مستقلة تمامًا، حوادثها وإن كانت تدور في إسبانيا إلا أن بطلها هو الإنسان في إسبانيا أو في أي مكان، قصة كانت ولا تزال تثير دهشتى، فلم أكن أتوقع من مرة واحدة شاهدت فيها مصارعة الثيران بعد ظهر ذلك اليوم من أيام أغسطس المدريدية وفي ملعبها الكبير، آخر ما كنت أتوقعه أن يختمر خلال ساعتين عشتهما مع المصارعة والثيران والمصارعين هذا العمل أو أي عمل آخر حتى لو كان سلسلة من المقالات، كنت سعيدًا جدًا، لا أكاد أنتهي من مشاغلي اليومية حتى أسرع إلى المكتب حيث تنتظرني معركة أخوضها، بكل ذرة من كيانى، متحمسًا منتشيًا، لقد كانت أيام كتابتها جميلة حقًا».

## نقد وتعليقات
كتب إبراهيم صمويل على موقع جيرون في 27 سبتمبر 2018: «في الوقت الذي تنطلق فيه صيحات وصافرات آلاف المتفرجين احتجاجًا على دخول ثور صغير فتيّ الحلبةَ، مطالبةً بإخراجه فورًا، وإدخال ثور آخر غيره، يكون أكبر وأقوى ليشتدّ الخطرُ على (الماتادور) وتحلو المصارعة؛ ينشغل ذهنُ يوسف إدريس، في رائعته رجال وثيران، بأمر آخر تمامًا: "كيف، ومَنْ يجرؤ، وأيّ قوَّة يُمكنها أن تُجبر هذا الكائن الجهنَّميّ الطليق وأن تجعله، بطريقة أو بأخرى، يعود إلى دخول الباب الذي خرج منه؟"، يتابع الكاتب: "لو خَطَرَ ليوسف إدريس (وهو صاحب التحصيل العلميّ دراسيًّا) أيُّ ظلّ من نظريَّة بافلوف (يشير الكاتب إلى نظرية الاستجابة الشرطية أو التعلم الشرطي التي وضعها الطبيب الروسي إيفان بافلوف)؛ لفسدتْ قصّتُه تمامًا، لتبدَّد وميضُها وسحرُها، لتغيَّرت وتبدَّلت وصارت أيَّ شيء سوى عمل أدبيّ، سوى قصَّة يوسف إدريس على الأخصّ. فإحدى عبقريّات هذا الرجل الإبداعيّة -وهي كثيرة- استنطاق اللاعادي من العادي، استخراج الثمين النفيس من المهمل المبذول. قد لا يخطر على بالك، قبل رؤية إدريس، أنْ ترى. ولكنّه حين يرى ويغوص أو يتأمّل أو يلتفت أو يتنبَّه أو يبتكر خالقًا اللحظةَ أو الموقفَ أو التفسير أو التحليل… لا تستطيع إلاّ أن تهتف من أعماقك: يا إلهي».
كتب الباحث الصيني هوانغ هاو في على موقع مجلة كلية الآداب والعلوم الإنسانية «تقدم هذه الرواية أكثر من مغزى؛ فالمغزى الرئيس هو بيان حقيقة لعبة مصارعة الثيران التي ليست سوى عملية قتل بشعة، لا هدف لها سوى كسب المال، وهناك مغزى داخلي يتمثل في أن الناس بمجرد خروجهم من ساحة المصارعة ينسون حماسهم الشديد للبطولة داخل ساحة المصارعة، وإذا بهم لا يتورعون عن الكذب والنفاق والخداع، وهي بذلك رواية ذات مضمون عميق لا ينقص من جوانبها الفنية ولغتها».
جاء في مقال «الواجب والكاتب» بقلم ممدوح عزام على موقع العربي الجديد في 22 أبريل 2022: «يعتذر يوسف إدريس، في مقدّمة روايته القصيرة «رجال وثيران»، من الثوّار الجزائريين لأنه لم يكتب رواية، أو مسرحية، عن الثورة الجزائرية كما توقّع ذلك منه أولئك الذين عرفوه هناك في الجزائر. كان الكاتب قد زار الجزائر مرّتين، بحسب ما يقول؛ مرّة أثناء الثورة، حين ذهب في بعثة إلى هناك، والتحق بجيش التحرير الجزائري، وحضر بعض معاركه، ومرّة ثانية بعد استقلال الجزائر عامَ 1962.»، ويواصل كاتب المقال قائلاً: «نحن هنا أمام إقرارٍ من كاتب معروف يقول إنه لا يستطيع، ولا يريد، أن يكتب في الموضوعات بتحريض من الواجب، والواجب قيمة اجتماعية وسياسية وفكرية كانت في النصف الثاني من القرن العشرين تشغل مساحة كبيرة من المهام الملقاة على عاتق الكتاب في الثقافة العربية»، ويخلص كاتب المقال إلى: «ليس الأمر أن الكاتب أكبر أو أصغر من الثورة، ولا أن الثورة مقدّسة أو طاهرة أو نبيلة أو مسلّحة أو طيّبة أو مغدورة، بل هو متعلّق بمجموعة من المعطيات المتكاملة التي تجعل من الكتابة عن ثورة، أو عن قصّة حب، أو عن صراع بين الأخوة، أو عن وردة، قضيّة كبيرة في يقين الكاتب؛ قضيّة يستطيع أن يكتب فيها دون إملاءات من واجب، أو من جهة خارجية تدّعي أن الواجب أهمّ من الصدق مثلاً. أي أن يكتب انطلاقاً من رغبة داخلية متحرّرة من أيّ مقولات مسبقة، ومستندة إلى أن الإنجاز الفنّي الرفيع يحقّق بالضرورة إنجازاً فكرياً رفيعاً يدعم أي قضية إنسانية».